# Stemma del Regno di Sicilia
Lo stemma del Regno di Sicilia ha avuto, nel corso dei secoli, diverse incarnazioni, ma l'arme d'Aragona-Sicilia, ovvero lo scudo inquartato in decusse con l'aquila di Svevia-Sicilia e le barre d'Aragona, fu l'arme che, da un punto di vista araldico e storico, divenne maggiormente rappresentativa dell'isola, facendosi, inoltre, elemento distintivo degli stemmi reali e imperiali di alcune delle principali case regnanti d'Europa.

## Casa d'Altavilla
Il primo stemma che tradizionalmente viene ricondotto al Regno di Sicilia, quando ancora comprendeva i suoi territori peninsulari, è lo stemma della Casa d'Altavilla. Ruggiero II, fondatore della monarchia siciliana, «portò per insegna una duplicata banda, ripartita in cinque parti, cioè cinque rosse, e cinque d'argento, la qual cala dalla parte destra alla parte sinistra per traverso, posta in campo azzurro, come portarono tutti i Normanni suoi predecessori»:
(Blasonatura)
Secondo quanto riportato dallo storico napolitano Giovanni Antonio Summonte, il significato del blasone normanno, ovvero di un'arme composta da due colori principali e dall'argento, constava in «un animo invitto in acquistar dominio».
Secondo lo storico siciliano Agostino Inveges, lo stemma non era adoperato dai predecessori di Ruggero II, ma fu adottato proprio dal primo Re di Sicilia, in concomitanza con la propria incoronazione. A parere dell'Inveges, i colori rappresenterebbero la ricchezza del regno (l'argento), la porpora reale (il rosso) e la fatica delle armi e il travaglio della guerra (l'azzurro).
Più autori, però, definiscono questo stemma come un'arme "attribuita", ovvero un'insegna creata e ricondotta alla dinastia degli Altavilla o, comunque, a Ruggero II, soltanto in epoca posteriore, poiché non si rinvengono tracce certe o testimonianze coeve all'epoca in cui lo stemma sarebbe stato adottato.
Fonti diverse, inoltre, documentano che la figura araldica del leone, derivato dai normanni di Francia, fu utilizzata anche dalla Casa d'Altavilla, sia per il Ducato di Puglia e Calabria, sia per la Contea di Sicilia. Lo storico medievalista Glauco Maria Cantarella, infatti, riferisce che lo stemma di Ruggero I fu:
(Blasonatura)
La figura del leone, inoltre, è riconducibile anche allo stesso Ruggero II, che, prima di diventare re, avrebbe adoperato un'arme caricata di un leone rampante, così come è visibile in una miniatura del Liber ad honorem Augusti di Pietro da Eboli.

Stemma della Normandia
Stemma di Roberto il Guiscardo, da una miniatura della Nova Cronica
Stemma di Ruggero I di Sicilia, secondo lo storico medievalista Glauco Maria Cantarella
Stemma attribuito alla Casa d'Altavilla

## Casa d'Hohenstaufen

### Arme imperiale
Il matrimonio tra Enrico VI di Svevia e Costanza d'Altavilla segnò l'unione tra la Casa d'Hohenstaufen e la Casa d'Altavilla e la conseguente ascesa al trono di Sicilia dell'Imperatore svevo. Direttamente connessa all'avvento della dinastia staufica, sebbene le diverse fonti non concordino in merito al sovrano che l'introdusse, fu l'adozione, quale nuova insegna reale, dell'aquila al volo abbassato di nero, che, posta in campo d'argento, entrò a far parte dei segni distintivi del Regno di Sicilia. Già simbolo imperiale introdotto, secondo la tradizione, da Federico Barbarossa, al fine di rappresentasse la continuità tra l'Impero germanico e l'Impero romano, la figura dell'aquila era stata affiancata, per poi divenire preminente, a un'altra insegna propria degli Staufen, ovvero i tre leoni passanti (o leoni leoparditi) di nero, posti l'uno sull'altro, in campo d'oro. Fu, altresì, d'oro il fondo dello scudo imperiale, sebbene sia altamente probabile che, sino all'ultimo decennio del XII secolo, lo smalto del campo, su cui era posta l'aquila di nero, non fosse stato ancora definitivamente fissato e che fossero usati in modo indistinto sia l'argento, sia l'oro.

Arme di Svevia, nella variante più nota: d'oro, ai tre leoni passanti di nero
Stemma del Sacro Romano Impero

### Arme di Svevia-Sicilia
Tale nuova arme siciliana, dunque, fu derivata dall'originaria insegna imperiale: l'argento del campo, che può essere considerato una brisura rispetto all'oro dello stemma dell'Impero, andò, infatti, a rappresentare la dignità reale, in contrapposizione al campo d'oro, rappresentativo, invece, della dignità imperiale. È opportuno sottolineare, comunque, come non sia sempre possibile operare una netta discriminazione della rappresentatività di Impero e Regno da parte dei detti smalti: così come evidenziato per l'arme imperiale, infatti, «poteva avvenire, a volte, che i due metalli fossero usati, in modo interscambiabile, l'uno come semplice variante cromatica dell'altro».
L'Inveges, descrivendo lo stemma degli Hohenstaufen di Sicilia, riporta alcuni rilevanti dettagli in merito alla figura dell'aquila: quest'ultima, infatti, è monocipite, è rivolta verso la destra araldica, è al volo abbassato e non è coronata. Siffatta arme, dunque, diviene il blasone di Svevia-Sicilia:
(Blasonatura)

Arme di Svevia-Sicilia

A fissare l'argento quale metallo rappresentativo della dignità reale degli Hohenstaufen, secondo una teoria che si fonda sull'analisi delle miniature del Liber ad honorem Augusti, sarebbe stato già Enrico VI. In accordo con quanto riportato da altri autori, invece, è con Federico II che, stabilendo per l'aquila siciliana il campo d'argento, quest'ultima comincia ad assumere identità e peculiarità proprie, che la differenziano dall'arme imperiale, per il cui campo, invece, s'era affermato l'oro. Qualora tale ipotesi fosse verificata incontrovertibilmente, essa potrebbe configurarsi come la traslazione in termini simbolici di una contingenza di carattere politico; ovvero la pretesa esercitata dal Papato, nei confronti di Federico II, di mantenere una formale e sostanziale separazione giuridica tra Impero e Regno, onde non attuare «quella "unio regni ad imperium" che la Chiesa considerava inammissibile».
Altri autori, come il Summonte, però, attribuiscono a Re Manfredi, figlio naturale (poi legittimato) dell'imperatore siciliano e di Bianca Lancia, l'introduzione del campo d'argento per lo stemma staufico a rappresentare il solo Regno di Sicilia e non l'Impero. Che l'iniziativa di fissare l'argento, in sostituzione dell'oro, per il campo dell'insegna siciliana sia attribuibile a Manfredi o, invece, sia a lui precedente, appare plausibile, comunque, convenire che fu certo l'utilizzo di tale smalto, per le proprie insegne, da parte del figlio dello stupor mundi. A tal proposito, infatti, l'araldista tedesco Erich Gritzner sostenne che «nel 1261, le bandiere di guerra di Manfredi erano di zendale bianco caricato di un'aquila nera». Ulteriori conferme, con tutti i limiti e le cautele proprie di questo genere di riscontri a fini probatori, potrebbero arrivare, inoltre, dall'iconografia legata al sovrano siciliano e, nello specifico, dalle diverse miniature della Nova Cronica, nelle quali l'arme associata a Manfredi è, a ogni sua occorrenza, d'argento all'aquila di nero. A ogni modo, alla morte di Manfredi, che segnò la vittoria della Casa d'Angiò nella lotta di successione dinastica al trono di Sicilia, l'aquila siciliana non cadde in disuso e fu ereditata dalla figlia di Manfredi, Costanza II, che, nel 1262, aveva sposato Pietro III d'Aragona.

## Casa d'Angiò

### Arme di Francia antica
Nel 1266, con la conquista del Regno di Sicilia da parte di Carlo d'Angiò, il sovrano francese estese ai suoi nuovi domini la propria arme: quest'ultima altro non era che una brisura dello stemma d'azzurro, seminato di gigli d'oro in uso ai re di Francia. Secondo la tradizione, tale primitiva insegna dei Capetingi di Francia avrebbe origini divine: una leggenda, infatti, narra che sarebbe stato un angelo a far dono a Re Clodoveo I dei «Gigli d'oro seminati senza numero, in campo di zafiro, ò azurro». L'insegna così blasonata costituisce l'arme antica di Francia, in contrapposizione alla sua versione moderna, introdotta nel XIV secolo, in cui lo scudo dal campo azzurro è caricato di soli tre gigli. 

Arme di Francia antica
Arme di Francia moderna

Carlo, in quanto ultragenito di Luigi VIII, fu tenuto a brisare l'arme di Francia antica, al fine di differenziare il proprio ramo cadetto da quello principale dei Capetingi, poiché, ricorda l'Inveges, soltanto il primogenito del sovrano di Francia aveva diritto a conservare inalterato lo stemma paterno, mentre tutti gli altri figli erano tenuti a modificare la propria insegna.

### Arme d'Angiò-Sicilia
Il nuovo stemma era stato adottato da Carlo già nel 1246, aggiungendo, all'arme di Francia antica, un «lambello di tre (ovverosia di cinque) pendenti di rosso, attraversante nel capo». Tale insegna, che fu mantenuta dal sovrano francese fino al 1278, costituisce la cosiddetta arme d'Angiò-Sicilia, ovvero:
(Blasonatura)
È interessante sottolineare come il lambello venga normalmente indicato, da alcuni autori, tra i quali lo stesso Summonte, come "rastrello", sebbene questo termine sia proprio di altra figura araldica. Allo stesso modo, l'Inveges riporta d'aver riscontrato l'utilizzo di ulteriori due designazioni, ovvero "giogo" e "banda con tre fascette", anch'esse chiaramente improprie, dal punto di vista araldico, per la figura in questione. Quanto, invece, ai pendenti del lambello, essi compaiono, generalmente, nel numero di tre o, in talune occorrenze, di cinque, sebbene non sia raro individuare casi in cui il loro numero è fissato a quattro, come riportato da Cornelio Vitignano nella Cronica del Regno di Napoli.
Associata all'adozione del lambello, ma anche del motto Noxias herbas, ovvero le male erbe, vi è una diffusa, quanto errata, credenza secondo la quale figura e motto sarebbero stati scelti da Carlo «per alludere alla rimozione della mala pianta», ovvero gli Hohenstaufen, ai quali egli sottrasse il Regno. È proprio il Summonte, una volta spiegate le motivazioni prettamente araldiche che sono all'origine del lambello, a sottolineare come tale ipotesi sia priva di alcun fondamento, poiché introdotta e divulgata, da taluni autori, unicamente «à lor capriccio».

Arme di Francia antica
Arme d'Angiò-Sicilia

### Arme di Gerusalemme
A partire dall'acquisizione del titolo di Re di Gerusalemme da parte di Federico II, i Re di Sicilia della Casa di Hohenstaufen, eccezion fatta per Manfredi, furono anche sovrani del Regno di Gerusalemme. Federico, nel 1225, divenendo sovrano del reame gerosolimitano, in seguito alle nozze con Jolanda di Brienne, aggiunse la Croce di Gerusalemme alle sue insegne personali: al riguardo, infatti, il Summonte riferisce che il puer Apuliae «unì l'arme di quel Regno con le sue». Nel 1268, con la morte di Corrado II di Sicilia, decretata proprio da Carlo d'Angiò, si aprì la successione al trono di Gerusalemme, conteso tra Maria di Poitiers-Antiochia e Ugo III di Cipro, che, l'anno successivo, ottenne la corona gerosolimitana. Maria di Poitiers-Antiochia non rinunciò alle proprie pretese sul Regno di Gerusalemme, salvo, poi, alienare, nel 1277, i suoi diritti di pretensione a Carlo d'Angiò.
Fu così che, intitolatosi Re di Gerusalemme, il sovrano francese, nel 1278, s'armò di una nuova insegna: egli, infatti, apportò un'ulteriore modifica al proprio stemma, che fu partito, nel primo, di Gerusalemme e, nel secondo, d'Angio-Sicilia. Tale insegna fu stemma del Regno fino al 1282, anno che segnò la fine del dominio di Carlo sulla Sicilia insulare; successivamente le armi angioine restarono a indicare il solo reame continentale. L'arme gerosolimitana inserita nello stemma di Carlo viene blasonata conformemente a quella che è la sua più comune, nonché definitiva, conformazione:
(Blasonatura)
Osservando, però, la monetazione del sovrano francese successiva al 1278, lo stemma che compare sul recto dei carlini, sia d'oro, sia d'argento, presenta, nel partito di Gerusalemme, una croce latina potenziata, accantonata non da quattro, ma da cinque crocette, due a destra e tre a sinistra (queste ultime disposte una al di sopra e due al di sotto del braccio orizzontale della croce); inoltre, nel partito d'Angiò-Sicilia, non è presente il lambello. L'omissione di tale brisura negli stemmi angioini non fu infrequente e, spiega Luigi Borgia, non costituisce violazione delle regole araldiche, proprio in virtù della presenza, accanto al seminato di gigli, di altre armi, come la croce di Gerusalemme, che impediscono che l'arme d'Angiò-Sicilia possa essere confusa con l'arme di Francia antica.

Croce di Gerusalemme

## Regno di Trinacria
Nel 1262, con il matrimonio tra Costanza d'Hohenstaufen e Pietro III d'Aragona, all'aquila di Svevia-Sicilia vengono accostati i pali d'Aragona, quattro vermigli e cinque d'oro; o meglio quattro bande vermiglie in campo d'oro. L'utilizzo, da parte della Casa d'Aragona, dell'arme siculo-sveva rendeva quest'ultima un'arme di pretensione, ovvero rappresentava la pretesa che il re d'Aragona vantava sul trono di Sicilia. I diritti dinastici di Costanza furono esercitati nel 1282, quando la Sicilia insorse contro gli Angiò nella guerra del Vespro.

Arme di Aragona: quattro pali vermigli in campo d'oro
Arme di Svevia-Sicilia (variante con aquila membrata, rostrata, armata e linguata di rosso)
Arme di Costanza II di Sicilia

Fu Giacomo II, figlio secondogenito di Pietro e Costanza e re di Sicilia dal 1285 al 1296, a creare la nuova insegna reale, inquartando, al 1º e 4º quarto, i pali d'Aragona con, al 2º e 3º quarto, l'aquila di Svevia-Sicilia.
Nel 1296, con l'incoronazione di Federico III, assistiamo ad un cambiamento nella disposizione dell'arme, che si presenta, infatti, con una inquartatura in croce di Sant'Andrea: le barre d'Aragona sono poste in alto e in basso, mentre le aquile sono poste a destra e sinistra. Secondo altre fonti, invece, l'arme fu inquartato in decusse già da Giacomo II, che, però, nel 1291, con la nomina a re di Aragona, mutò lo stemma, inquartandolo normalmente.
(Blasonatura)
Tale arme, così organizzata, si configurò come quella maggiormente rappresentativa dello stato isolano. Per essa, inoltre, si ritrovano differenti rappresentazioni delle aquile: in origine affrontate, iniziano, a partire dal XV secolo, ad essere rappresentate, sempre più di frequente, rivolte verso destra. Parimenti, si annoverano blasonature e rappresentazioni sia con aquila coronata, sia con corona assente.

Arme di Aragona-Sicilia inquartato normalmente, introdotto da Giacomo II
Stemma inquartato in decusse con aquile affrontate
Stemma inquartato in decusse con aquile rivolte a destra (dello scudo)

Con Ferdinando di Trastámara, sono le armi siciliane a entrare a far parte dello stemma aragonese. Abbiamo, infatti, l'introduzione di un nuovo scudo a significare la sovranità congiunta sui domini aragonesi, catalani e siciliani: lo stemma adottato dal monarca iberico si presenta, quindi,
(Blasonatura)
Con la Casa di Trastámara, dunque, sulla parte destra dello stemma partito in due, vengono poste le sole barre d'Aragona, mentre a sinistra l'arme d'Aragona-Sicilia in decusse. Secondo un'altra fonte, invece, fu Martino I di Sicilia ad adottare per primo questo blasone. A ogni modo, con tale nuova combinazione, venne fissata un'arme che fu presente su tutti i successivi stemmi dei sovrani iberici e siciliani.

Arme partito di Aragona e Aragona-Sicilia, introdotto da Ferdinando I d'Aragona

Nel 1442, Alfonso il Magnanimo, già sovrano d'Aragona e Sicilia, completò la conquista del Regno di Napoli, ovvero della Sicilia citeriore, assumendo, così, il titolo di Re dell'una e dell'altra Sicilia. Dal punto di vista araldico, ciò comportò l'inserimento delle Barre d'Aragona nello stemma del Regno di Napoli: egli, infatti, introdusse un'arme inquartata al 1º e al 4º d'Ungheria, Angiò-Sicilia e Gerusalemme e al 2º e al 3º d'Aragona. Alla morte del sovrano, il trono di Napoli fu separato dalla Corona aragonese, ma, già a partire dai Re cattolici, l'arme creata dal Magnanimo ritornerà a caratterizzare molti gli stemmi adottati dai sovrani iberici per il Regno di Sicilia e per il Regno di Napoli.

Arme inquartato al 1º e al 4º d'Aragona e al 2º e al 3º d'Ungheria, Angiò-Sicilia e Gerusalemme, introdotta per il Regno di Napoli

Nel 1479, con l'unione de facto della Corona d'Aragona e della Corona di Castiglia-León, Ferdinando II d'Aragona e Isabella di Castiglia, i Re cattolici, adottarono uno stemma che includeva le armi dei rispettivi regni: 
(Blasonatura)

Stemma dei Re cattolici (1474-1492)
Stemma di Ferdinando il cattolico (1474-1492)

Con la conquista di Granada, l'acquisizione del trono di Napoli e l'annessione dell'Alta Navarra, lo stemma di Ferdinando venne ulteriormente complicato con l'aggiunta delle armi dei nuovi territori: dal 1492, l'aggiunta di Granada in punta; dal 1504, Napoli (con l'esclusione dei gigli d'Angiò) subentra al 2º quarto; dal 1513, Navarra è inserita nella parte bassa del 1º partito del 2º quarto.

Stemma dei Re cattolici (1492-1504)
Stemma di Ferdinando il cattolico (1492-1504)
Stemma di Ferdinando il cattolico (1504-1513)
Stemma di Ferdinando il cattolico (1513-1516)
Variante (con i gigli d'Angiò) dello stemma di Ferdinando il cattolico per Aragona, Due Sicilie e Barcellona (1504-1516)

## Età vicereale
Già con Ferdinando II, dunque, la Sicilia prese a condividere le armi della nuova monarchia spagnola, anche se, de jure, l'istituzione del Regno di Spagna avvenne solo secoli dopo. Grazie alle eredità materne (Giovanna di Castiglia) e paterne (Filippo d'Asburgo), i domini di Carlo V d'Asburgo si estendevano su gran parte dell'Europa occidentale e ciò ebbe ripercussioni anche dal punto di vista araldico. Allo scudo, così come composto da Ferdinando II d'Aragona, si erano assommati, infatti, i punti dell'arme di Borgogna (antica e moderna), Brabante, Fiandre e Tirolo. Compariva, inoltre, quale ornamento esteriore dello scudo, il Toson d'oro ereditato per il tramite di Massimiliano I d'Asburgo, padre di Filippo. In qualità di viceregno spagnolo, quindi, l'isola, così come Napoli, ebbe i medesimi stemmi adottati dai diversi sovrani iberici fino al 1713.

Con il trattato di Utrecht, la Sicilia entra a far parte dei domini dei Savoia: Vittorio Amedeo II acquisisce il titolo di re e colloca nel suo blasone «sul tutto uno scudetto d'argento all'aquila di nero, colla quale intendeva figurare il nuovo reame di Sicilia […], caricata in cuore d'uno scudetto rosso crociato di Savoia»; oltre a ciò lo stemma reale subiva altri mutamenti, tra i quali le aggiunte delle armi di Piemonte e Saluzzo e l'inserimento dello stemma di Nizza in punta. Il Manno, in relazione all'aquila sveva, afferma che «quando, con suo gran disgusto, [il re] fu costretto a scambiare la Sicilia coll'altra maggiore isola del Mediterraneo [...] mutava il metallo del campo, che fece d'oro, figurando così l'insegna di Savoia antica»; in realtà, ciò non avvenne, in quanto l'aquila, che sarebbe dovuta diventare al volo abbassato (così era quella di Savoia antica), rimase al volo spiegato, mentre lo scudetto rimase d'argento nella maggioranza delle rappresentazioni, fino al 9 febbraio 1816, quando fu decretato che esso doveva essere d'oro.

Nel 1720, con il trattato dell'Aia, la Sicilia torna ad essere un vicereame, seguendo nuovamente le medesime sorti del Regno di Napoli, sotto gli Asburgo d'Austria: l'imperatore Carlo VI d'Asburgo, per i due regni, riprende lo scudo di Carlo II di Spagna, ponendo come su tutto il "rosso alla fascia d'argento della casa d'Austria".

Stemma di Carlo V d'Asburgo, come Imperatore del Sacro Romano Impero (1516-1556)
Stemma di Carlo V d'Asburgo, come re dei Romani, Aragona e Due Sicilie (1516-1519)
Stemma di Carlo V d'Asburgo, come sovrano di Sicilia e Napoli
Stemma di Filippo II di Spagna, come sovrano di Sicilia e Napoli (1556-1598)
Stemma degli Asburgo di Spagna per il Regno di Sicilia (1580-1700)
Stemma degli Asburgo di Spagna per i regni di Sicilia e Napoli (1598-1665)
Stemma di Carlo II di Spagna per i regni di Sicilia e Napoli (1665-1700)
Stemma di Filippo IV di Sicilia, primo sovrano dei Borbone di Spagna, regnò sulla Sicilia dal 1700 fino al 1713
Variante dello stemma di Filippo IV di Sicilia
Stemma di Vittorio Amedeo II di Savoia, re di Sicilia dal 1713 al 1720
Stemma di Carlo VI d'Asburgo per i regni di Sicilia e Napoli (1720-1734)

## Regno di Sicilia (1735-1816)
Nel 1734, la Sicilia, in seguito all'intervento armato di Carlo III di Borbone, venne sottratta agli Asburgo e ritornò ad essere uno stato indipendente. Il nuovo sovrano adottò il medesimo stemma del padre, ma vi aggiunse due armi di pretensione di Toscana (in qualità di ultimo erede dei Medici) e di Parma (ducato al quale dovette rinunciare nel 1734), che includeva anche le armi del Portogallo. Lo stemma, sostenuto dall'aquila spiegata e coronata, era ornato, dal Toson d'oro, successivamente affiancato dal Collare del Santo Spirito, dal Collare dell'Ordine Costantiniano di San Giorgio e, dal 1738, dal Collare dell'Ordine di San Gennaro.

Ad appena 9 anni, Ferdinando III di Sicilia successe a suo padre, che era stato chiamato a prendere il trono di Spagna. Il nuovo stemma, sostanzialmente simile al precedente, vide, però, la definitiva conferma delle armi d'Angiò-Sicilia e di Gerusalemme, che, comunque, già riprese da Carlo, nel 1736, non erano mai state totalmente dismesse. Questo di Ferdinando fu l'ultimo stemma del Regno di Sicilia, poiché, nel 1816, con l'unione dei regni di Sicilia e di Napoli, venne definito lo stemma del nuovo stato, che non fu più mutato dai successivi sovrani.

Stemma del Regno di Sicilia con Carlo V di Sicilia (1734-1759)
Stemma minore del Regno di Sicilia con Carlo III di Sicilia (1734-1759)
Stemma del Regno di Sicilia con Ferdinando III (1759-1816)
Stemma del Regno delle Due Sicilie (1816-1861)